# La Puisaye
La Puisaye ist eine französische Gemeinde mit 247 Einwohnern (Stand 1. Januar 2022) im Département Eure-et-Loir in der Region Centre-Val de Loire; sie gehört zum Arrondissement Dreux und zum Kanton Saint-Lubin-des-Joncherets. Sie liegt am Oberlauf der Meuvette.

## Bevölkerungsentwicklung

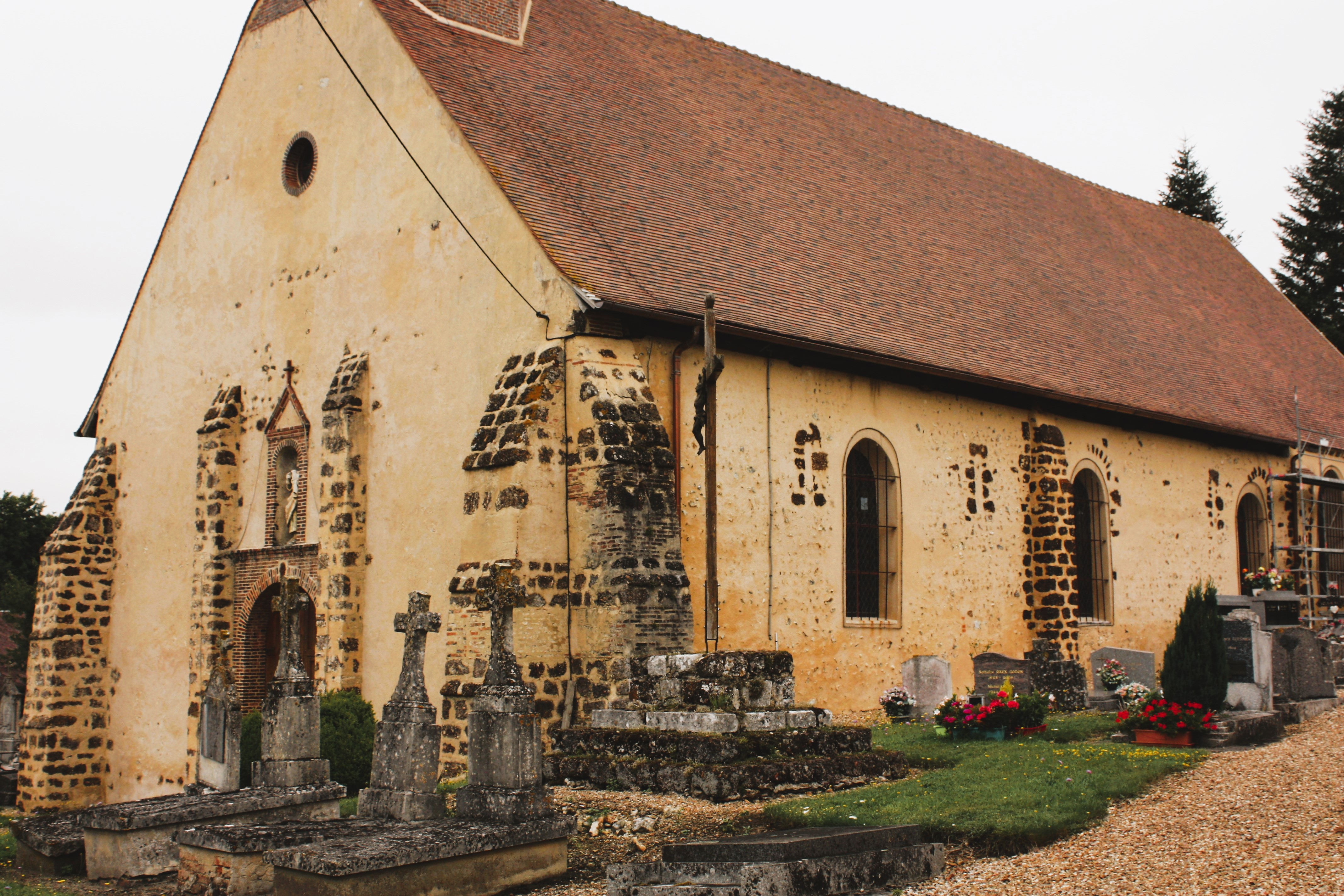
Kirche Saint-Jean-Baptiste

| Jahr      | 1962 | 1968 | 1975 | 1982 | 1990 | 1999 | 2008 | 2017 |
| Einwohner | 226  | 308  | 259  | 259  | 208  | 225  | 250  | 278  |